# Plainim
Plainim is een spel voor twee personen, dat een versie is van nim. Plainim wordt gespeeld op een rechthoekig bord dat is onderverdeeld in vierkantjes. Vaak wordt gekozen voor 5 bij 5. In de beginsituatie liggen er wat fiches op, maximaal 1 per vierkantje. De twee spelers zitten aan dezelfde kant van het bord.
De spelers doen om de beurt een zet. Dit doe je door uit 1 rij een fiche eraf te nemen, je mag er ook meerdere afnemen maar die moeten wel in dezelfde rij (horizontaal) zitten. Bovendien mag je rechts van een weggehaald fiche in dezelfde rij fiches toevoegen.
Wie het laatste fiche weghaalt is winnaar van het spel.

## Winnende strategie
Je moet in de gaten houden hoeveel fiches er per kolom (verticaal dus) komen te liggen. Je wint altijd als je ervoor zorgt dat je je tegenstander in elke kolom een even aantal fiches voorschotelt.
Deze strategie lijkt sterk op de strategie om Nim te winnen. Alleen liggen de binaire getallen die je bij nim moet maken nu meteen op je bord.